# جون بي. أندرسون (عسكري)
جون بي. أندرسون (بالإنجليزية: John B. Anderson)‏ هو عسكري أمريكي، ولد في 10 مارس 1891 في باركرسبيرغ في الولايات المتحدة، وتوفي في 1 سبتمبر 1976 في واشنطن العاصمة في الولايات المتحدة.